# Aglaophyton major
Aglaophyton major (of correcter Aglaophyton majus. Strikt genomen had de naam Aglaophyton majus moeten zijn, omdat -phyton onzijdig is en de onzijdige vorm van de vergelijkende trap van een Latijns bijvoeglijk naamwoord eindigt op -us. Sinds februari 2018 zijn auteurs, die schrijven op de Rhynie-chert, begonnen met het gebruiken van de meer correcte vorm. Zie)
Aglaophyton major (synoniem:Rhynia major) was de sporofyte generatie van een diplohaplontische, pre-vasculaire, axiale, vrijsporulerende landplant (embryophyt) uit het Pragien van het Onder-Devoon. Het had anatomische kenmerken die tussen die van de mossen (Bryophyta) en vaatplanten (Tracheophyta) lagen. Het xyleem van Aglaophyton major heeft geen echte tracheïden en is dus geen echte vaatplant. De fossiele plant is ongeveer 396 ± 8 miljoen jaar oud en is in 1920 gevonden in de Rhynie Chert in het Schotse Aberdeenshire.
Aglaophyton major werd voor het eerst beschreven door Kidston en Lang in 1920 als de nieuwe soort Rhynia major. De soort groeide in de buurt van een silicium-rijke hete bron, samen met een aantal bijbehorende vaatplanten zoals een kleinere soort Rhynia gwynne-vaughanii die kan worden beschouwd als een vertegenwoordiger van de voorouders van de moderne vaatplanten en Asteroxylon mackei, die een voorouder is van de moderne Lycopsida.
In de 'ademholtes' ('respiratory cavity') onder de huidmondjes van Aglaophyton major werden van rondwormen eieren, verschillende larvenstadia en volwassen individuen ontdekt en in 2008 onder de naam Palaeonema phyticum beschreven.

## Beschrijving

### Sporofyt

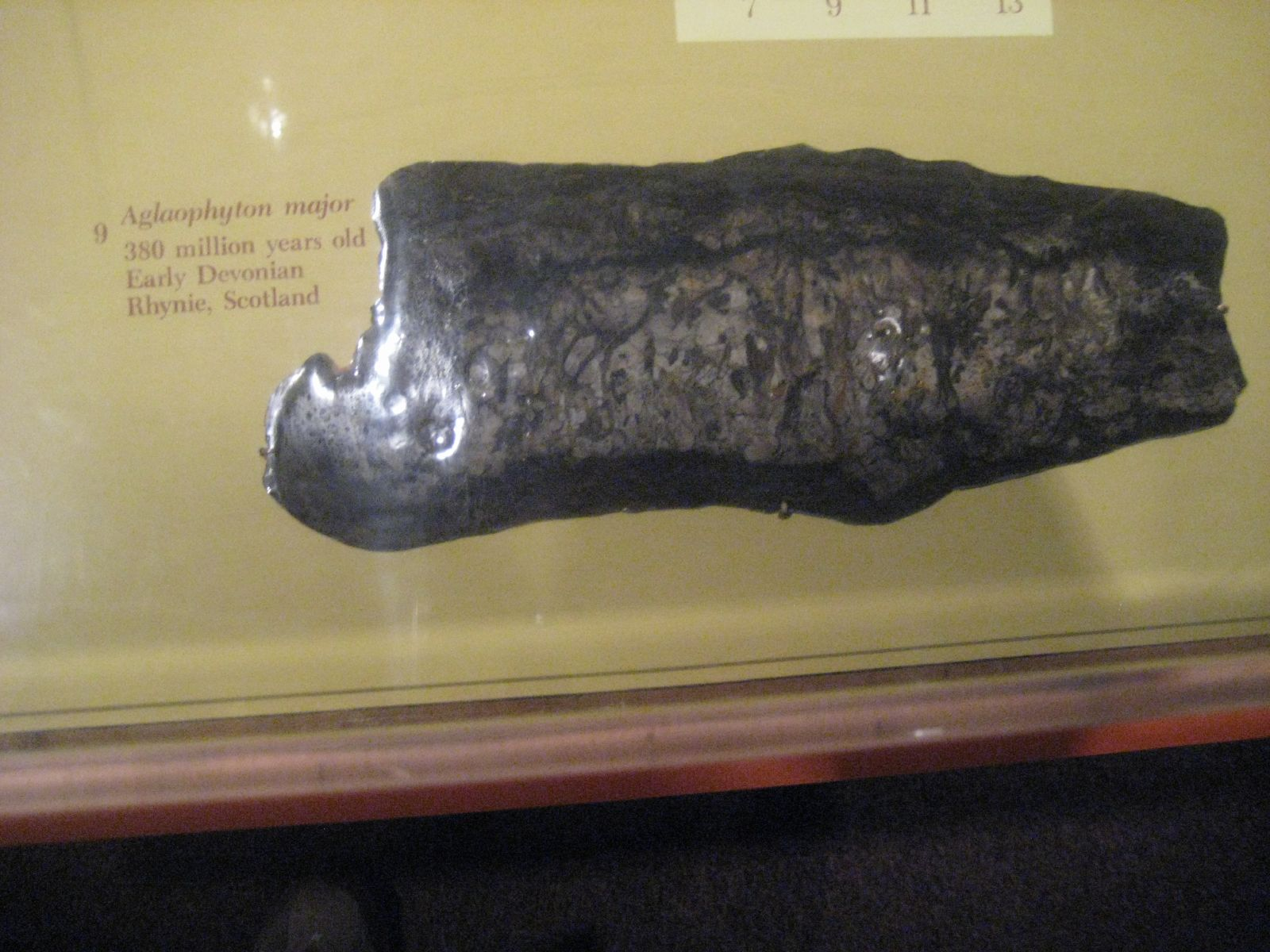
Aglaophyton major

De sporofyten van Aglaophyton hadden tot ongeveer zes millimeter dikke 'stengels', die rond, glad en ongeordend waren. Kidston en Lang dachten dat de tot vijftig centimeter hoge plant rechtop groeide, maar Edwards heeft het opnieuw geïnterpreteerd als een horizontaal groeiende wortelstok met maximaal achttien centimeter omhooggaande 'stengels'. Op bepaalde plaatsen van de wortelstok zaten rizoïden, die geen tussenschotten hadden en uit de epidermiscellen groeiden. De 'stengels' vertoonden dichotome vertakking en de omhooggaande 'stengels' vertakten onder een relatief brede hoek van maximaal negentig graden. Ze werden afgesloten met een elliptisch, dikwandig sporangium. De rijpe sporangia openden met een spiraalsgewijze spleet, waardoor het sporangium op een spoelvormig leek. De wand van het sporangium bestond uit drie cellagen, dus het is een eusporangiaat. De buitenste laag bestond uit dunwandige epidermiscellen met huidmondjes. De volgende laag is parenchymatisch en vergelijkbaar met de binnenste cortex van de 'stengel'. De derde laag is een cellaag, die als een tapetum, zorgt voor de voeding van de centrale sporenmassa.
De sporangia bevatten veel 52 - 78 µm grote, gladde sporen van dezelfde grootte (isosporen), die een drievormig, aan de bovenkant gelegen litteken hebben, waaruit de gametofyt kiemt. De sporen kunnen daarom worden gezien als meiosporen, het product van meiotische delingen en dus waren de planten beschreven door Edwards en Kidston en Lang diploïde sporofyten. De plant werd oorspronkelijk gezien als een vaatplant, omdat de 'stengel' een eenvoudige centrale cilinder had, maar recentere interpretaties in het licht van aanvullende gegevens geven aan dat Rhynia major watergeleidend weefsel had zonder de secundaire verdikkingen, die worden gezien in het xyleem van Rhynia gwynne-vaughanii, meer zoals het watergeleidende weefsel van de sporofyt van mossen. Edwards vond dat de soort geen vaatplant was en hernoemde deze daarom in Aglaophyton major.
Het watergeleidende weefsel bestond uit een binnenlaag van langwerpige, dunwandige cellen en een buitenlaag van langwerpige, dikwandige cellen. Het centrale deel was omgeven door een zescellige dikke laag dunwandige, langwerpige cellen, die vanwege hun positie als het 'floëem' kan worden beschouwd. Omdat het watergeleidende weefsel echter de typische geleidingselementen (zoals tracheïden) misten, worden ze ook wel hydroïden ('xyleem') en leptoïden ( 'floëem') genoemd zoals bij de mossen. Naar buiten toe zit de schors met aan de buitenkant uitgesproken dikwandige cellen. De epidermis bestaat uit langwerpige cellen. De huidmondjes werden gevormd door twee sluitcellen, die door zes tot acht licht aangepaste epidermale cellen waren omgeven.

### Gametofyt
De mannelijke gametofyt van Aglaophyton major was door Renate Remy en Winfried Remy in 1980 beschreven als de nieuwe soort Lyonophyton rhyniensis, maar wordt nu correct aangeduid als een Aglaophyton-gametofyt. Alleen het distale uiteinde van de antheridia-drager is bekend. Het is een kale, ten minste 16 mm lange 'stengel', die eindigt in een schijfvormige structuur met een diameter van 2,6 - 9 millimeter. Aan de oppervlakte zitten de ronde antheridia. Elk antheridium heeft een centraal, steriel weefsel. Vaak zijn in de antheridia de spermatozoa zichtbaar.
De gametofyt was eerder niet in verband gebracht met de sporofyt. De verbinding met de sporofyt werd later gelegd door de overeenkomsten van de cuticula, de huidmondjes en de anatomie van de watergeleidende cellen.
De vrouwelijke gametofyt is ook geïdentificeerd maar nog niet gepubliceerd.
De Rhynie Chert-fossielen bevatten veel voorbeelden van mannelijke en vrouwelijke gametofyten, die qua constructie enigszins lijken op de sporofyten met rizoïden.

## Mycorrhiza
Aglaophyton behoort tot een van de eerste planten waarvan bekend is dat ze met schimmels een samenleving in de vorm van een arbusculaire mycorrhiza hebben gehad in een speciale zone in de cortex van zijn 'stengels'. Bij een arbusculaire mycorrhiza vormt de schimmel zachte, boomvormig vertakte schimmeldraden binnen in de cellen. Aglaophyton had geen wortels, maar rizoïden en net zoals andere wortelloze landplanten van het Siluur en het Vroege Devoon vertrouwden ze voor het verkrijgen van water en voedingsstoffen uit de bodem mogelijk op een mycorrhiza met schimmels.

## Fylogenetische stamboom
| Fylogenetische stamboom van de Embryophyta tot aan de Spermatophyta |
| --- |
| - Embryophyta (landplanten) - Stam Marchantiophyta (Stotler & Crandall-Stotler 1977) (→ mossen s.l., bryofyten) - - Stam Bryophyta (Schimper 1836) (→ mossen s.l., bryofyten) - - Stam Anthocerotophyta (Stotler & Crandall-Stotler 1977) (→ mossen s.l., bryofyten) - Polysporangiatae - † Horneophyton (→ Rhyniophyta) - - † Aglaophyton (→ Rhyniophyta) - Tracheophyta - † Rhyniales (→ Rhyniophyta) - - - † Stam Zosterophyllophyta (Banks 1975) - Stam Lycopodophyta (Cronquist & al. 1966) - Euphyllophyta (Kenrick & Crane 1997) - † Stam Trimerophytophyta (Banks 1975) - - Cladoxylidopsida - - Coenopteridopsida - - Stam Pteridophyta (Schimper 1879), varens - Psilotopsida - Ophioglossales - Psilotales - - - Equisetopsida - Marattiopsida - Polypodiopsida (leptosporangiate varens) - Lignophyta - † Aneurophytales (→ Progymnospermophyta) - - - † Protopityales (→ Progymnospermophyta) - † Archaeopteridales (→ Progymnospermophyta) - Spermatophyta, zaadplanten |
| taxonomische groep; benoemde clade (een monofyletische groep) (→ behoort tot de ...) wordt ook gerekend tot een polyfyletische groep |